# Куваг
Куваг (таб. Кувагъ) — село в Табасаранском районе Республики Дагестан (Россия). Входит в состав сельского поселения Сельсовет Гурикский.

## География
Село расположено в 7,5 км к юго-западу от административного центра района — с. Хучни.

## Население
| 1895 | 1926 | 1939 | 1970 | 1989 | 2002 | 2010 |
| ---- | ---- | ---- | ---- | ---- | ---- | ---- |
| 98   | ↗103 | ↘101 | ↗117 | ↘113 | ↗147 | ↘101 |
| 2021 |      |      |      |      |      |      |
| ↗108 |      |      |      |      |      |      |